# Хауленд, Эмили
Эмили Хауленд (англ. Emily Howland, 20 ноября 1827, Sherwood, Нью-Йорк — 29 июня 1929[…]) — американский филантроп и педагог. Особенно известна своей деятельностью и интересами в области образования афроамериканцев, она также была решительным борцом за прав женщин и движения за умеренность (трезвость). Хауленд особо финансировала обучение многих темнокожих студентов и делала взносы в такие заведения как Институт Таскиги.

## Молодость и образование
Эмили Хауленд родилась в Шервуде, округ Кейюга, штат Нью-Йорк, 20 ноября 1827 года. Она была дочерью Слокума и Ханни Толкот Хауленд, которые были выдающимися членами Общества друзей. Её брат, Уильям Хауленд, служил в 106-м законодательном собрании штата Нью-Йорк. Она получила образование в небольших частных школах в общине и школе Маргарет Робинсон, Школе друзей в Филадельфии, штат Пенсильвания.

## Карьера
Активный борец за отмену рабства, Хауленд преподавала в нормальной школе для цветных девушек (ныне Университет округа Колумбия) в Вашингтоне, округ Колумбия, с 1857 до 1859 год. Во время гражданской войны она работала в поселении беглецов Кэмп-Тодд в Арлингтоне, штат Вирджиния, обучая освобождённых рабов читать и писать, а также ухаживая за больными во время вспышки оспы, и в конце концов была директором лагеря в течение 1864—1866 годов.
В 1867 году она основала общину для освобождённых рабов в Хитсвилле, округ Нортумберленд, штат Вирджиния, под названием Аркадия, на 400 акрах, приобретённых её отцом, включая школу для обучения их детей, Хаулендскую школу. Она продолжала активно интересоваться афроамериканским образованием, жертвуя деньги и материалы, а также посещая администраторов многих школ и переписываясь с ними. Вернувшись в Шервуда, Нью-Йорк после смерти отца в 1881 году, она унаследовала 50 000 долларов (1,4 млн долларов в пересчёте на 2021 год) и руководила избранной Шервудской школой до 1926 года, когда та стала государственной и получила название от штата Нью-Йорк Начальная школа Эмили Хауленд.
Хауленд принимала активное участие в движении за женское избирательное право, мир и умеренность (трезвость); была членом Женского христианского союза трезвости. В 1858 году она начала организовывать лекции о правах женщин и встречи с Сьюзен Энтони и Элизабет Кейди Стэнтон. В 1878 году она выступала на 30-й юбилейной Конференции в Сенека-Фолсе, в 1894 году — в легислатуре штата Нью-Йорк. Когда движение за избирательное право разделилось на две группы: Национальную ассоциацию женщин за избирательное право и Американскую ассоциацию женщин за избирательное право, Хауленд не стала на чью-либо сторону, а посещала встречи обеих групп. В 1903 году она пила чай с королевой Викторией во время поездки в Лондон на международную встречу суфражисток. В 1904 году она выступала перед Конгрессом и присутствовала на парадах суфражисток 1912 и 1913 годов в Нью-Йорке. Существует мнение, что она убедила Эзру Корнелла в том, что он как квакер должен сделать Корнеллский университет заведением с совместным обучением.
В 1926 году она стала почётным доктором литературы в Университете штата Нью-Йорк, в Олбани, став первой женщиной, удостоенной такой степени от данного заведения. Она также была автором исторического очерка ранней истории квакеров в округе Кейюга, штат Нью-Йорк «Исторический очерк друзей в округе Кейюга».
В 1890 году Хауленд стала одной из первых женщин-директоров национального банка в США в Первом национальном банке Ороры в Ороре (округ Эри, Нью-Йорк), проработав там до своей смерти в возрасте 101 года.

## Наследие
Её документы хранятся в нескольких университетах, включая Корнеллский университет, Гаверфордский коллед и Суортморский колледж. Фотоальбом, содержащий фотографии семьи, друзей и коллег, а также сувенирные изображения выдающихся аболиционистов и известных деятелей 1860-х и 1870-х годов являются совместной собственностью Национального музея афроамериканской истории и культуры и Библиотеки Конгресса. В 2021 году её ввели в Национальный зал славы женщин.